# Bioko Północne
Bioko Północne – jedna z ośmiu prowincji Gwinei Równikowej. Stolicą prowincji jest Malabo, będące także stolicą całego kraju. W 2015 roku prowincja liczyła 299 836 mieszkańców, co stanowiło 24,5% ludności kraju. Zajmuje powierzchnię 776 km².

## Demografia
W spisie ludności z 19 lipca 2015 roku populacja prowincji liczyła 299 836 mieszkańców.
|  |

Źródło: Statoids

## Podział na dystrykty
Bioko Północne podzielone jest na trzy dystrykty: Baney, Malabo i Rebola.
| Dystrykt | Populacja (w 2001 roku) |
| -------- | ----------------------- |
| Baney    | 11 893                  |
| Malabo   | 211 276                 |
| Rebola   | 8 259                   |

Źródło: Statoids